# Yacolt
La ville de Yacolt (en anglais [ˈjækoʊlt]) est située dans le comté de Clark, dans l’État de Washington, aux États-Unis. Sa population, qui s’élevait à 1 566 habitants lors du recensement de 2010, est estimée à 1 868 habitants au 1er juillet 2020.

## Histoire
Le nom de la localité provient du mot klickitat Yahkohtl ou Yalicolb qui désigne un endroit hanté,.
Yacolt, la seule town du comté, a été incorporée en 1908.

## Source
- (en) Cet article est partiellement ou en totalité issu de l’article de Wikipédia en anglais intitulé « Yacolt, Washington » (voir la liste des auteurs).

1. ↑  (en) « Yacolt, Clark, Washington Gazetteer Files » [« Données sur Yacolt »], sur www2.census.gov (consulté le 8 janvier 2021)
2. ↑  (en) « Yacolt, Washington - Basic Facts » [« Données sur Yacolt »], sur washington.hometownlocator.com (consulté le 8 janvier 2021)
3. ↑  [PDF](en) Eugene Hunn, Anthropological Study of Yakama Tribe: Traditional Resource Harvest Sites West of the Crest of the Cascades Mountains in Washington State and below the Cascades of the Columbia River, University of Washington Dept of Anthropology, 11 octobre 2003 (lire en ligne), p. 64
4. ↑  (en) « Yacolt - Thumbnail History », sur www.historylink.org (consulté le 8 janvier 2021)
5. ↑  (en) « Yacolt, Washington », sur city-data.com (consulté le 8 janvier 2021)